# Étalante
Ne doit pas être confondu avec Étalans.
Étalante est une commune française située dans le canton de Châtillon-sur-Seine du département de la Côte-d'Or, en région Bourgogne-Franche-Comté.

## Géographie
Le territoire de la commune s'étend sur 39 000 hectares avec 18 fermes isolées dont certaines sont toujours habitées.

### Hydrographie
Le village est irrigué par le Brévon, le Revinson et la Coquille qui prend sa source au fond d'un cirque du même nom. Le bouillonnement de cette douix a fait naître la légende de la mystérieuse fée Greg et sur les pelouses calcaires de son cirque on peut voir de très belles orchidées entre mai et juin.

### Accès
Étalante est située à proximité de la départementale 901 qui relie la route départementale 971 à Is-sur-Tille à partir de Saint-Marc-sur-Seine.

### Climat
Pour des articles plus généraux, voir Climat de la Bourgogne-Franche-Comté et Climat de la Côte-d'Or.
En 2010, le climat de la commune est de type climat des marges montargnardes, selon une étude du Centre national de la recherche scientifique s'appuyant sur une série de données couvrant la période 1971-2000. En 2020, Météo-France publie une typologie des climats de la France métropolitaine dans laquelle la commune est exposée à un climat océanique altéré et est dans la région climatique  Lorraine, plateau de Langres, Morvan, caractérisée par un hiver rude (1,5 °C), des vents modérés et des brouillards fréquents en automne et hiver. 
Pour la période 1971-2000, la température annuelle moyenne est de 9,8 °C, avec une amplitude thermique annuelle de 16,6 °C. Le cumul annuel moyen de précipitations est de 950 mm, avec 13,2 jours de précipitations en janvier et 8,6 jours en juillet. Pour la période 1991-2020, la température moyenne annuelle observée sur la station météorologique de Météo-France la plus proche, « Bure Les Templiers_sapc », sur la commune de Bure-les-Templiers à 15 km à vol d'oiseau, est de 10,7 °C et le cumul annuel moyen de précipitations est de 898,2 mm,. Pour l'avenir, les paramètres climatiques de la commune estimés pour 2050 selon différents scénarios d'émission de gaz à effet de serre sont consultables sur un site dédié publié par Météo-France en novembre 2022.

## Urbanisme

### Typologie
Au 1er janvier 2024, Étalante est catégorisée commune rurale à habitat très dispersé, selon la nouvelle grille communale de densité à 7 niveaux définie par l'Insee en 2022.
Elle est située hors unité urbaine et hors attraction des villes,.

### Occupation des sols
L'occupation des sols de la commune, telle qu'elle ressort de la base de données européenne d’occupation biophysique des sols Corine Land Cover (CLC), est marquée par l'importance des territoires agricoles (73,1 % en 2018), une proportion identique à celle de 1990 (73,1 %). La répartition détaillée en 2018 est la suivante : terres arables (61,7 %), forêts (25,6 %), prairies (6,2 %), zones agricoles hétérogènes (5,2 %), zones urbanisées (1,3 %). L'évolution de l’occupation des sols de la commune et de ses infrastructures peut être observée sur les différentes représentations cartographiques du territoire : la carte de Cassini (XVIIIe siècle), la carte d'état-major (1820-1866) et les cartes ou photos aériennes de l'IGN pour la période actuelle (1950 à aujourd'hui).

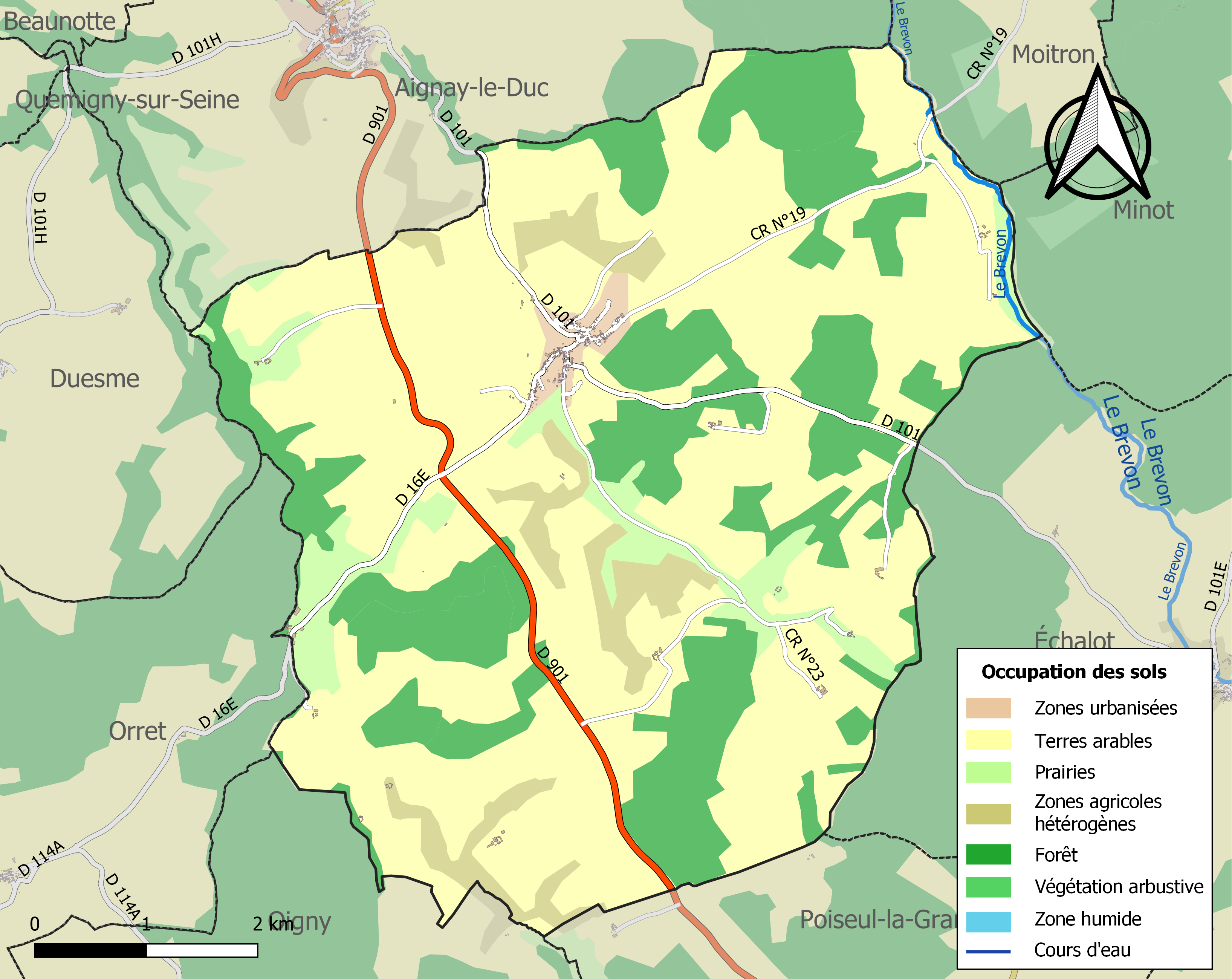
Carte des infrastructures et de l'occupation des sols de la commune en 2018 (CLC).

## Histoire

### Préhistoire et antiquité
Un gisement ossifère paléolithique ainsi que des vestiges celtes ont été trouvés sur le territoire communal. L'époque gallo-romaine a laissé des traces de construction et des fragments de sculptures dans le village.

### Moyen Âge
Des sarcophages mérovingiens ont été relevés à proximité du château. Pendant toute la période médiévale, Étalante relève du bailliage de la Montagne (prévôté d'Aignay) et du diocèse d'Autun. La seigneurie appartient aux Chastenay puis aux Clugny.

### Temps modernes
Après avoir fait partie du domaine des ducs de Bourgogne capétiens, puis du domaine royal, de nouveau dans le domaine ducal au XVe siècle, Etalante rentre définitivement dans le domaine royal lors du rattachement de la Bourgogne à la France. Le Roi confie alors la gestion d'Aignay et d'Étalante à un seigneur engagiste. Aucun d'entre eux n'a jamais résidé à Étalante sauf le dernier, Claude Étienne.

## Politique et administration
| Période                                  | Période  | Identité                 | Étiquette | Qualité |
| ---------------------------------------- | -------- | ------------------------ | --------- | ------- |
|                                          | 1920     | Paul Misset              |           |         |
| 1920                                     | 1923     | François-Xavier Gounotte |           |         |
| 1923                                     | 1942     | François-Adrien Picarle  |           |         |
| 1942                                     | 1945     | Georges Flajollet        |           |         |
| 1945                                     | 1947     | Victor Fourquier         |           |         |
| 1947                                     | 1971     | Jules Buzenet            |           |         |
| 1971                                     | 1979     | Jean Theis               |           |         |
| 1979                                     | 2001     | Rémy Jager               |           |         |
| 2001                                     | 2002     | Gérard Bisiaux           |           |         |
| mars 2002                                | En cours | Éric Dudouet             |           |         |
| Les données manquantes sont à compléter. |          |                          |           |         |

## Démographie
L'évolution du nombre d'habitants est connue à travers les recensements de la population effectués dans la commune depuis 1793. Pour les communes de moins de 10 000 habitants, une enquête de recensement portant sur toute la population est réalisée tous les cinq ans, les populations de référence des années intermédiaires étant quant à elles estimées par interpolation ou extrapolation. Pour la commune, le premier recensement exhaustif entrant dans le cadre du nouveau dispositif a été réalisé en 2005.

En 2022, la commune comptait 128 habitants, en évolution de −15,79 % par rapport à 2016 (Côte-d'Or : +0,82 %, France hors Mayotte : +2,11 %).
| 1793 | 1800 | 1806 | 1821 | 1831 | 1836 | 1841 | 1846 | 1851 |
| ---- | ---- | ---- | ---- | ---- | ---- | ---- | ---- | ---- |
| 492  | 677  | 700  | 652  | 589  | 695  | 625  | 651  | 600  |

| 1856 | 1861 | 1866 | 1872 | 1876 | 1881 | 1886 | 1891 | 1896 |
| ---- | ---- | ---- | ---- | ---- | ---- | ---- | ---- | ---- |
| 610  | 551  | 546  | 522  | 509  | 480  | 498  | 402  | 421  |

| 1901 | 1906 | 1911 | 1921 | 1926 | 1931 | 1936 | 1946 | 1954 |
| ---- | ---- | ---- | ---- | ---- | ---- | ---- | ---- | ---- |
| 392  | 406  | 406  | 353  | 387  | 362  | 346  | 335  | 351  |

| 1962 | 1968 | 1975 | 1982 | 1990 | 1999 | 2005 | 2006 | 2010 |
| ---- | ---- | ---- | ---- | ---- | ---- | ---- | ---- | ---- |
| 310  | 299  | 238  | 195  | 185  | 144  | 138  | 134  | 127  |

| 2015 | 2020 | 2022 | - | - | - | - | - | - |
| ---- | ---- | ---- | - | - | - | - | - | - |
| 148  | 129  | 128  | - | - | - | - | - | - |

## Culture locale et patrimoine

### Lieux et monuments
- Église Saint-Baudry-Saint-Martin, qui renferme une curieuse cuve baptismale, et quatre statues en bois polychrome des XVIIe et XVIIIe siècles : saint Martin, saint Éloi et deux de saint Baudry[14].
- Cirque de la Coquille (depuis 1932) est une zone protégée ouverte au public[20],[21]. Dans ce lieu on peut voir des vestiges d'un ancien moulin.
- Ferme de la Pothière  Inscrit MH (1988)[22]. Fermée au public.
- Château d'Étalante - ou de Champhibert - est une longue bâtisse de plan carré accostée de deux tourelles. Il est situé sur le rebord de plateau dominant le village au nord, avec une petite chapelle indépendante plus ancienne. Il présente des éléments des XVe et XVIe siècles et a profondément été remanié au XVIIIe siècle[23].

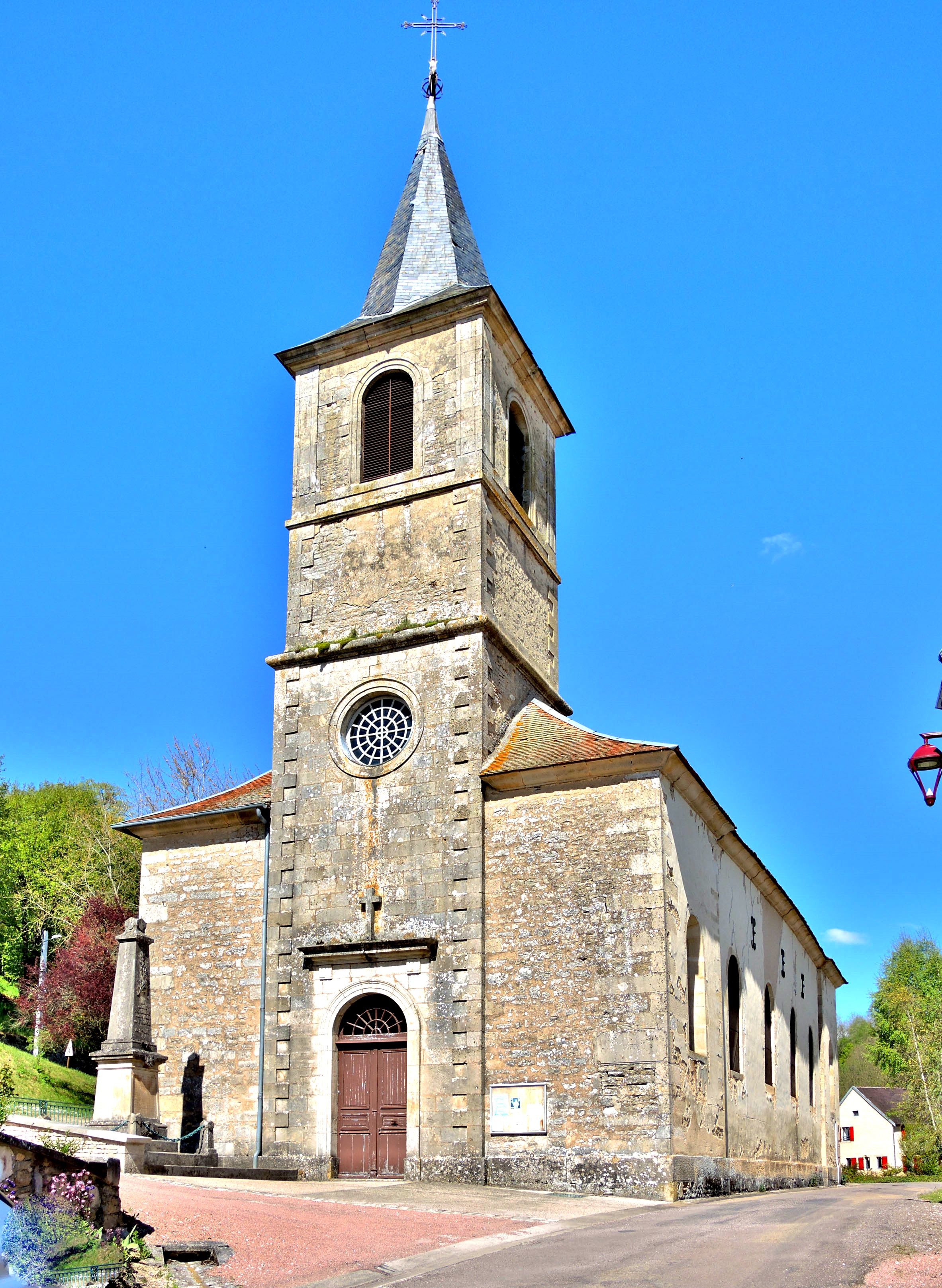
L'église Saint-Martin.
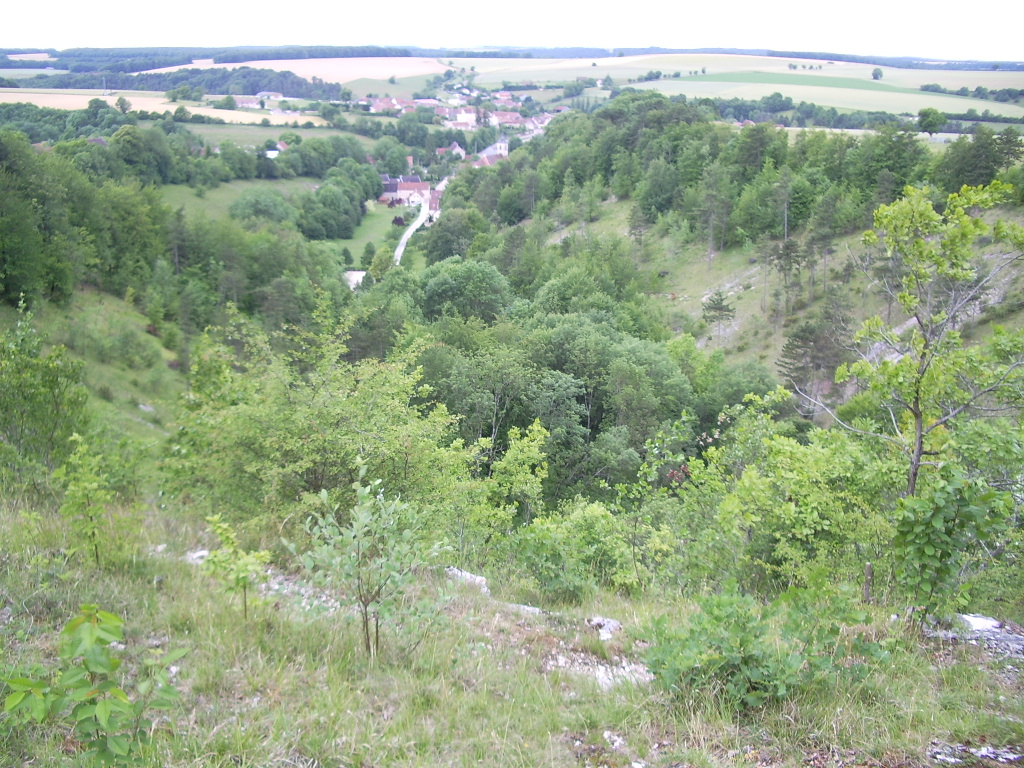
Le cirque de la coquille.
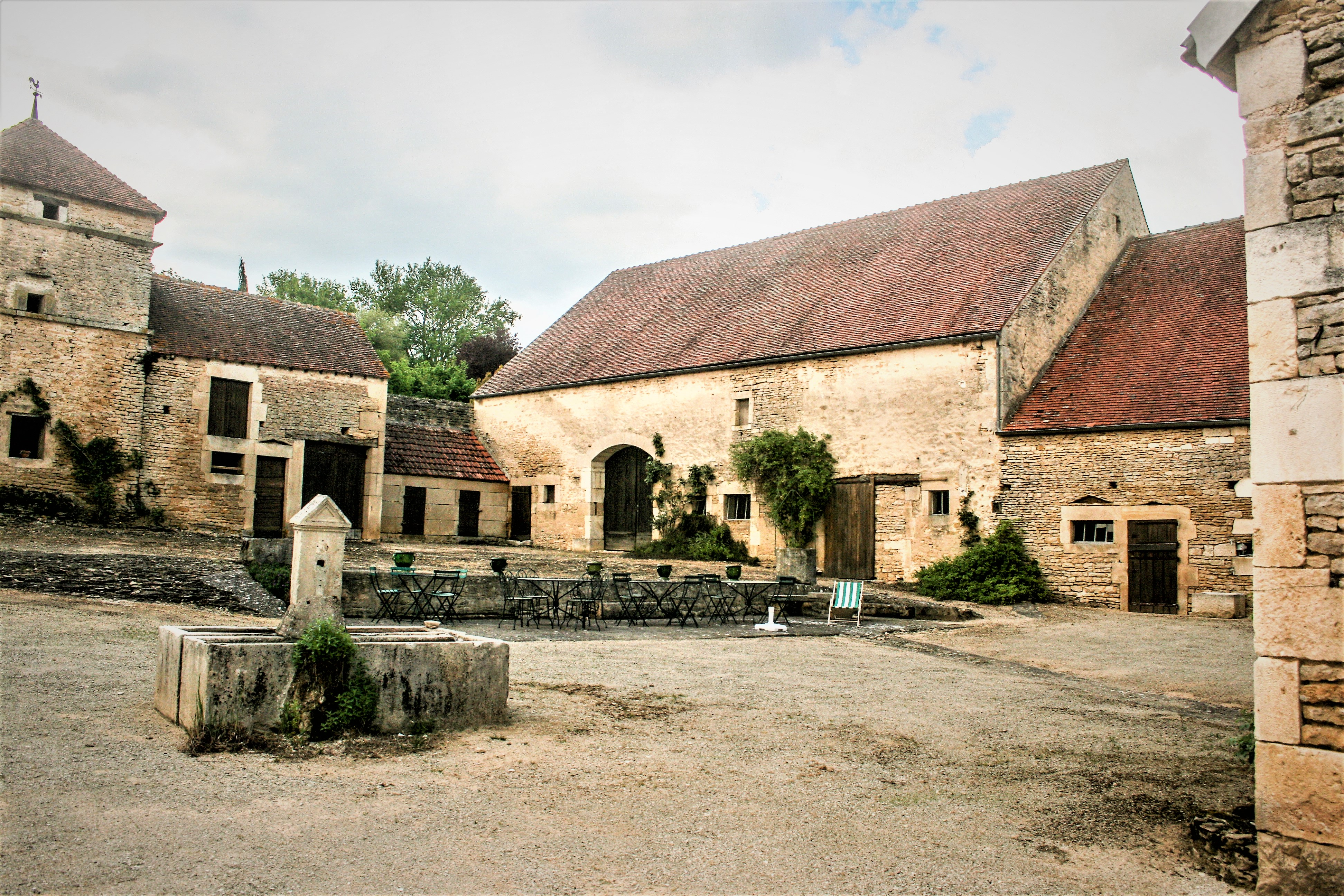
La ferme fortifiée.
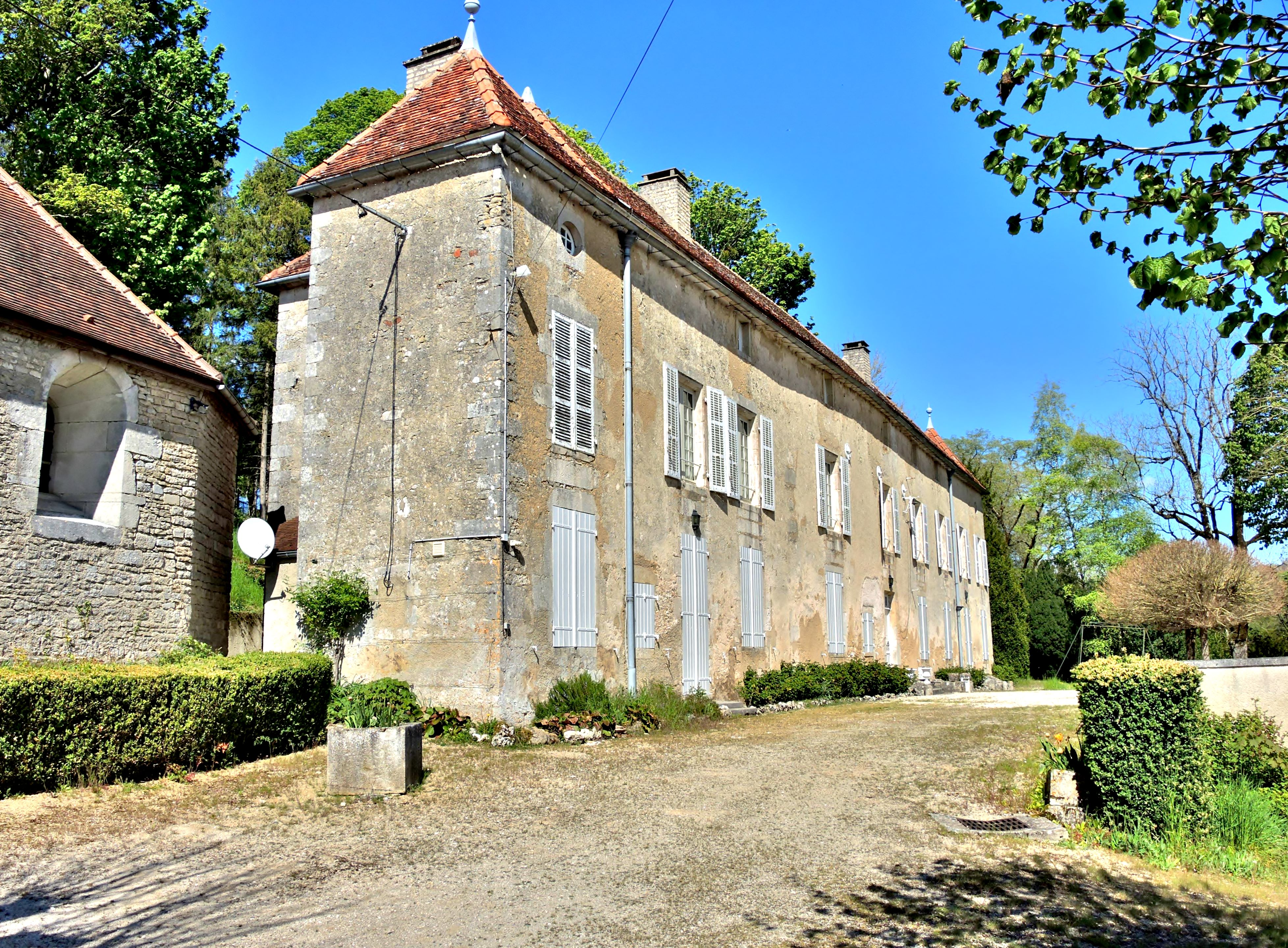
Le château de Champhibert.

### Personnalités liées à la commune

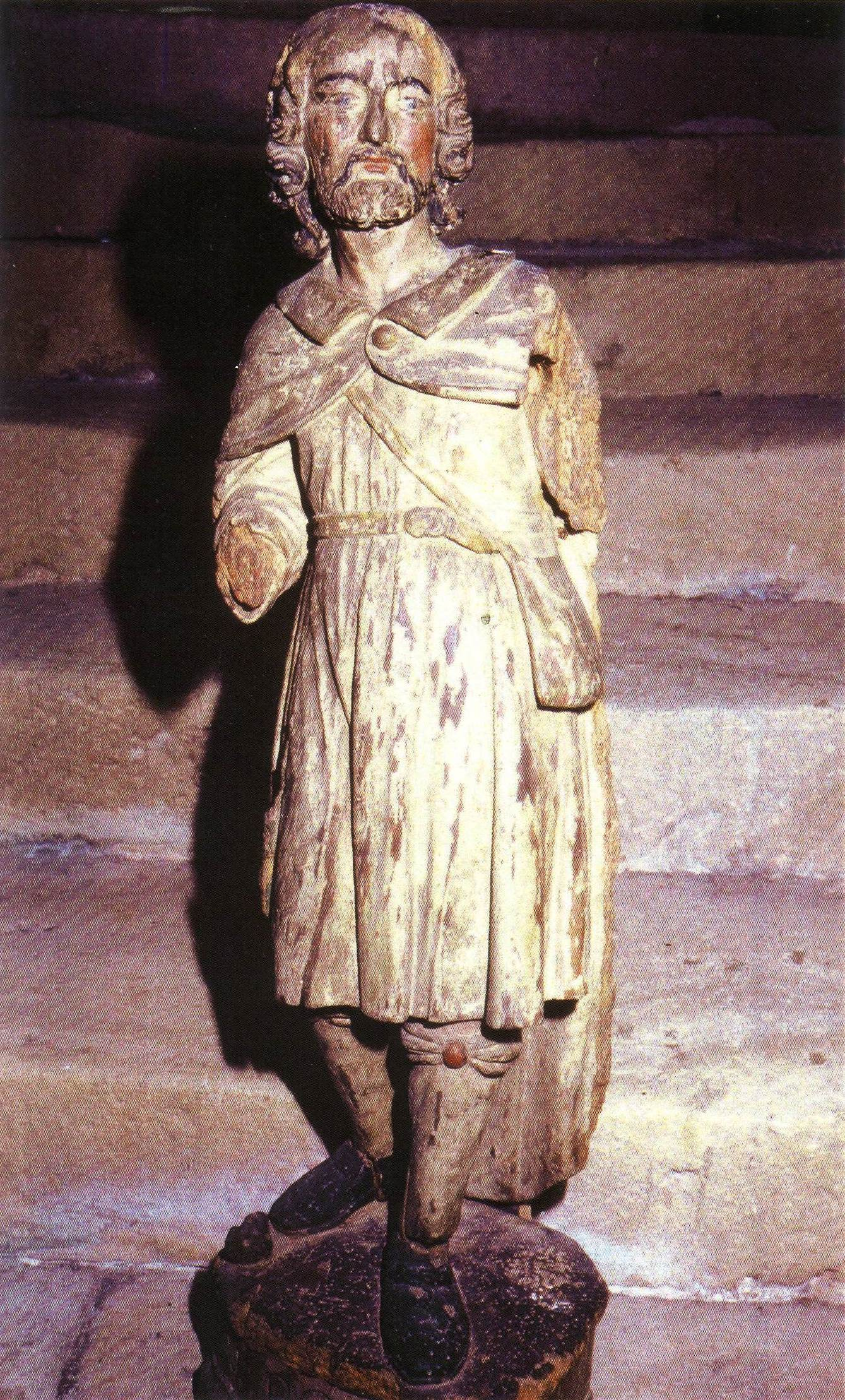
Saint Baudry.

- Saint Baudry : âgé, il se retire à Étalante où il a laissé son nom à un lieu-dit, une rue et l'église en abrite deux statues qui étaient autrefois menées en procession jusqu'à la Douix où on les trempait pour faire venir la pluie.

### Héraldique
| Blason | Blasonnement : D'azur à la coquille d'or surmontée d'une fasce haussée ondée d'argent. |